# 竹腰創一
竹腰 創一（たけごし そういち、1949年（昭和24年）12月17日 - ）は、日本の政治家。元島根県大田市長（3期、新市制）、元島根県議会議員（2期）、元大田市議会議員（2期、旧市制）。

## 来歴
島根県大田市出身。東京教育大学体育学部（現・筑波大学）卒業後、広島市で会社勤務。1975年（昭和50年）に帰郷。
1988年（昭和63年）、島根大田青年会議所第17代理事長。
1990年（平成2年）、旧大田市議会議員に初当選。1995年（平成7年）、島根県議会議員に初当選。1999年（平成11年）に再選するも、2003年（平成15年）、落選。県議時代は自由民主党に所属した。
2005年（平成17年）10月1日、旧大田市は温泉津町と仁摩町と合併し、新大田市が発足。これに伴って10月30日に行われた市長選に立候補し初当選した。
2017年（平成29年）3月9日、任期満了に伴う市長選に4期目を目指して立候補することを表明したが、同年7月12日、「保守分裂を避ける」として引退を表明した。
2020年、旭日小綬章受章。

## 著書
- 『ふるさとの未来へ大切にしたいこと―愚公随感録』 山陰中央新報社、2013年2月。ISBN 978-4879031730。

## インタビュー
- 石見銀山遺跡とその文化的景観--21世紀によみがえる「銀の島」の記憶 特別インタビュー[9]。